# Ljunglöfska snusfabriken

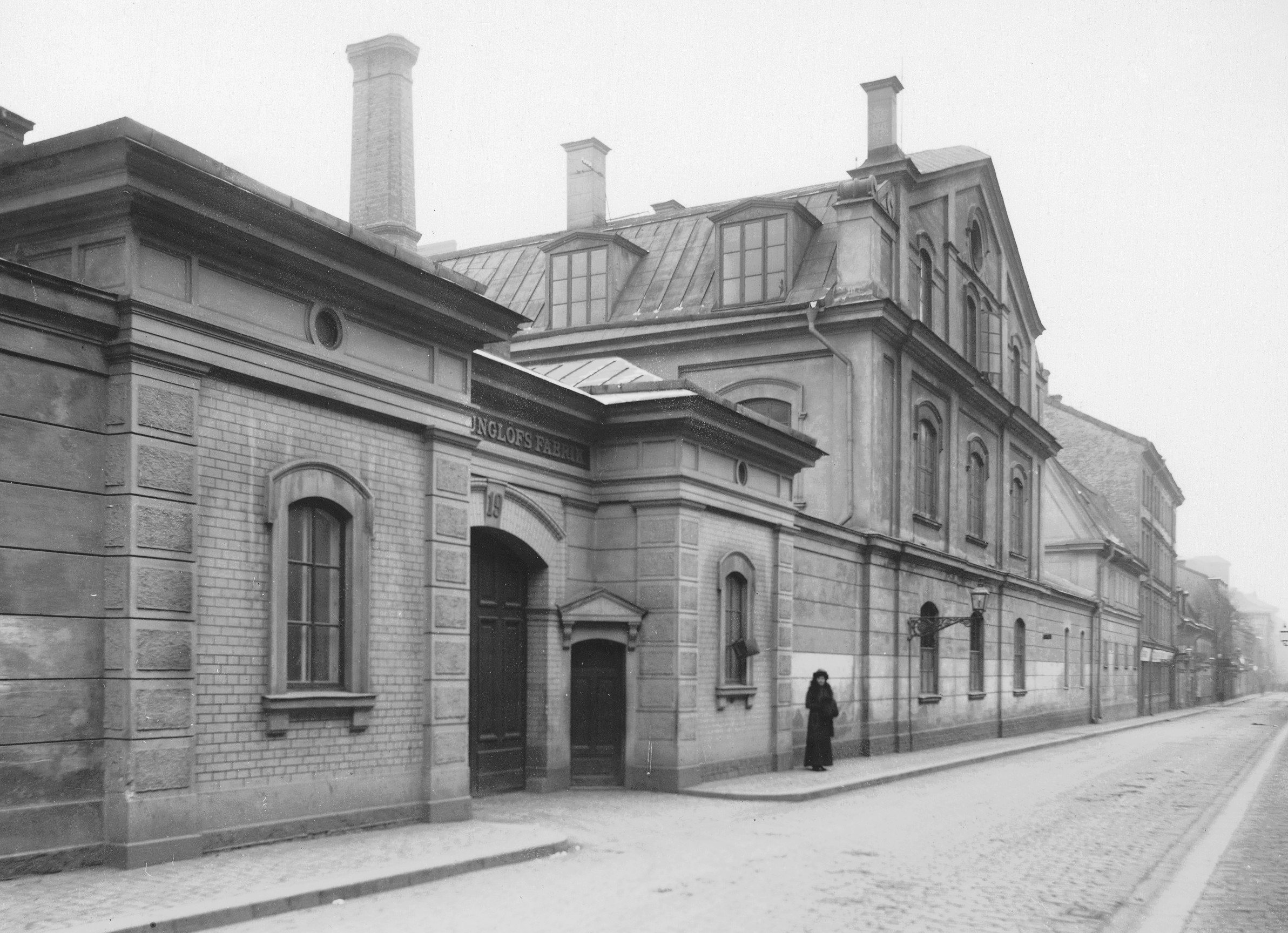
Porten till Ljunglöfska snusfabriken med adress Luntmakargatan 19 i kvarteret Träsket.

Ljunglöfska snusfabriken var en tobaksfabrik i Stockholm grundad 1822 av Jacob Fredrik Ljunglöf, då han övertog då Petter Lundgren Anderssons tobaksfirma. Fabriken låg inledningsvis i Kungsbacken på Drottninggatan, men flyttades 1839 till kvarteret Träsket, mellan Luntmakargatan och Stora Bastugatan (idag Sveavägen) på Norrmalm. Den kom med tiden att bli en av Europas och världens ledande snusfabriker. På 1920-talet tog Svenska AB Tobaksmonopolet över fabriken och lade ner driften vid den Ljunglöfska snusfabriken.

## Etablering av fabriken

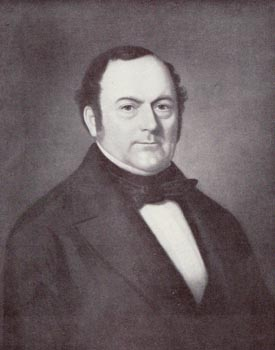
Jacob Fredrik Ljunglöf (1796-1860). Oljemålning av Amalia Lindegren.

Snustillverkningen i Sverige var på stark frammarsch när Ljunglöf etablerade sig som självständig företagare. På 1810-talet fyrdubblades snustillverkningen, sedan följde ett par decennier då tillverkningen mer än fördubblades från motsvarande 416.000 kg år 1820 till 896.000 kg år 1840. Tillverkningen var uppe i 1.704.000 kg under Ljunglöfs sista levnadsår. Däremot var konjunkturen inte lika entydigt uppåtgående på tobakssidan, men med undantag för 1950-talet. Då visade särskilt cigarrtillverkningen en kraftig stegring. Ljunglöf visade sig ha en säker känsla för vart konjunkturen pekade. Produktionen av snus lade han sig särskilt vinn om tidigt. Han var den främste snusfabrikanten i landet redan i slutet av 1820-talet. Man tog upp tillverkning av cigarrer 1839, i övrigt tillverkades röktobak och tuggtobak. Under Ljunglöfs ledning rådde en stark differentiering. År 1850 salufördes 70 olika varuartiklar till skillnad från senare tider, då firmans produktion att koncentreras till endast två snussorter.
Fram till 1839 låg snusfabriken vid den så kallade Kungsbacken, ett namn för sträckan Barnhusgatan-Kungstensgatan, en stump av Drottninggatans övre del. Det expanderande företaget växte så småningom ur lokalerna vid Drottninggatan och 1839 inköpte Ljunglöf en fastighet i kvarteret Träsket vid nuvarande Sveavägen. I kvarterets mitt låg en stor bryggeritomt och bryggaren Carl Olof Schagerström sålde tomten för 38.500 Riksdaler Banco till fabrikör Jacob Fredrik Ljunglöf. Ytterligare utrymmen i kvarteret tillkom 1853 genom förvärvet av en intilliggande fastighet vid Luntmakargatan. Därmed hade den ljunglöfska tomten i huvudsak fått sin slutliga utsträckning. Den Ljunglöfska fabriken har sina rötter i ett omkring 1695 grundat tobaksföretag. År 1822 tog Ljunglöf tog över en tobaksfirma av Petter Lundgren Andersson och gjorde den till Europas och världens ledande snusfabrik. 
Ljunglöfska snusfabriken hade på 1840-talet nått en sådan tillverkningskapacitet, att den var den största i sitt slag i landet. Ljunglöfs företag skulle alltid befinna sig i toppklassen inom svensk tobaksindustri. År 1820 utgjorde omslutningen 140.000 kronor och år 1859 överskred omslutningen den första miljonen. År 1825 var värdet av snusframställningen 51.000 kronor hade år 1860 stigit till 255.000 kronor. I början av 1820-talet var antalet arbetare cirka 50, men ökade till 180 arbetare år 1860.

## Egna försäljningsbodar
Ljunglöf lät öppna egna försäljningsbodar i Stockholm på 1840-talet. Firman var inte bara ett industriföretag, utan även ett handelsföretag. Han gav sina varor en vid spridning genom återförsäljare i hela landet. Likt andra storföretagare i landet blev det en stående regel från mitten av från 1850-talet att öppna egna försäljningsbodar. Eftersom företagen så småningom växte ur lokalerna vid Drottninggatan lät Ljunglöf år 1839 överföra tillverkningarna samt sin bostad till en fastighet i kvarteret Träsket vid Stora Bastugatan vid nuvarande Sveavägen, som han köpte samma år. Genom förvärvet av en intilliggande fastighet vid Luntmakargatan 19 tillkom ytterligare utrymmen.
Under 1800-talet började fabrikanter tillverka lokala varianter av det fuktiga snuset. Några kända leverantörer var Fiedler & Lundgren med sitt Göteborgs Prima Fint, Petter Swartz (1726-1789) med Röda Lacket och Wilhelm Hellgren & Co med Generalsnus. Det största märket var dock Ettan, Ljunglöfs Ettan. Ljunglöf gjorde firman till Europas och världens ledande snusfabrik. Praktiskt taget alla svenska snusfabrikanter på 1800-talet hade i sitt sortiment ett snus Nr 1, Nr 2 och Nr 3, som betecknade olika kvaliteter. Ljunglöf lanserade emellertid sin 1:a som en rikstäckande kvalitetsprodukt och lyckades. Ljunglöfs Ettan blev ett begrepp. Idag är det fortfarande ett av Sveriges största märken och svarar för en femtedel av all snuskonsumtion i Sverige.

## Ettan

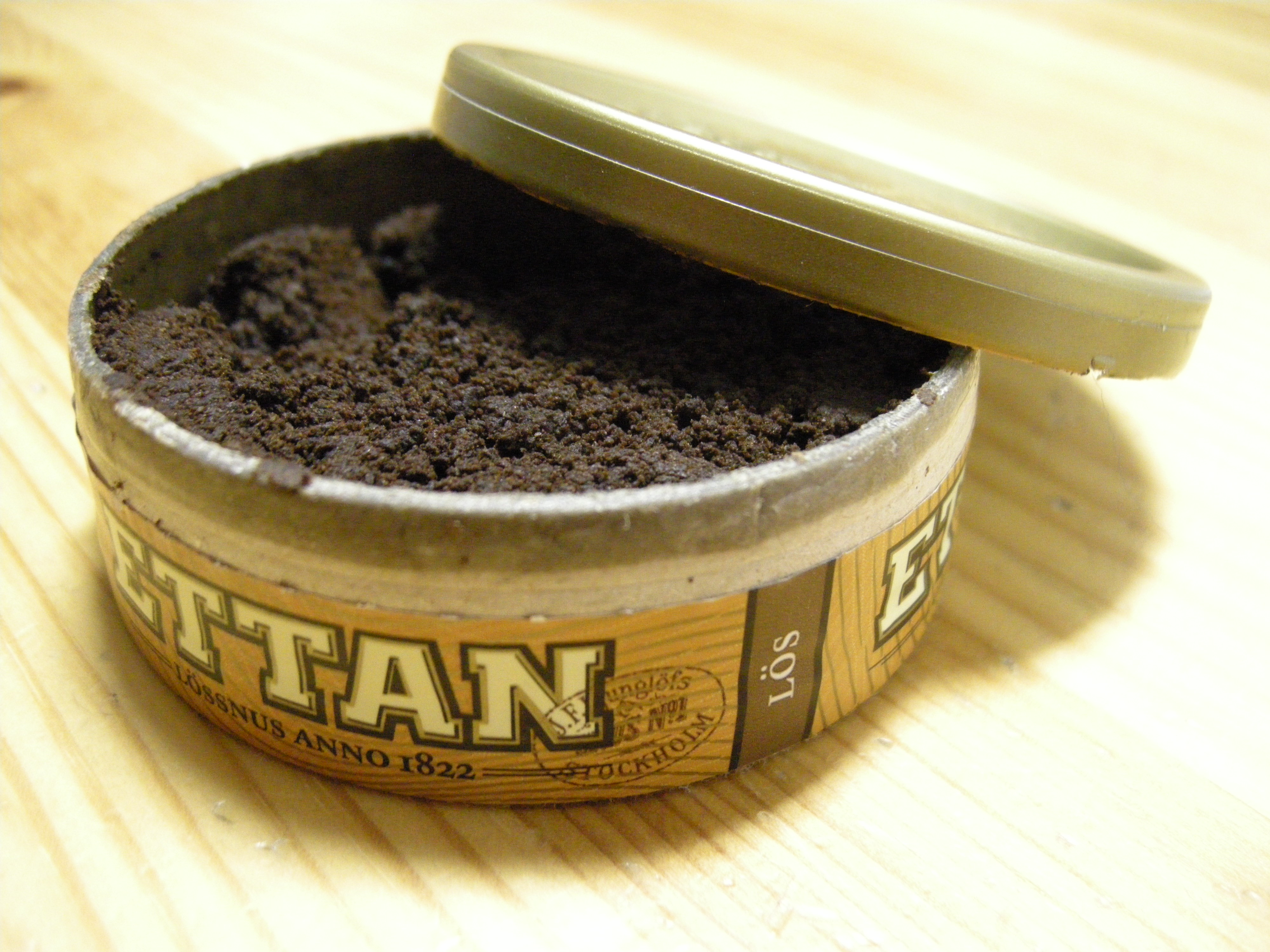
Ettan - "Lössnus anno 1822".

Ettan är Sveriges äldsta registrerade snus som fortfarande finns till försäljning. Det utvecklades av snusfabrikören Jacob Fredrik Ljunglöf 1822. Han tog fram en egen tillverkningsmetod där han pastöriserade snuset och tillverkade det på en vecka istället för att fermentera snuset under flera månader, vilket var dåtidens snusberedning. Ljunglöfs snus såldes som färskvara och han byggde upp ett nätverk av distributörer för att leverera färskt snus över hela Sverige. Ettan som Swedish Match producerar idag innehåller tobak, vatten och salt vilket är samma ingredienser som på 1800-talet.
När sonen Knut Fredrik Ljunglöf år 1860 övertog sin fars verk Ljunglöfs Tobaks Fabriks Tillverkningar var den ljunglöfska firman världens största snusfabrik och den näst största tobaksfabriken i Europa.

## Snusfabrikens lokaler
Ljunglöfska tobaksfabriken var inrymd i husen på gården och åt Luntmakargatan med adress Luntmakargatan 19. En lång rad ombyggnader och tillbyggnader skedde under fabrikens tillvaro. Åt Sveavägen behölls bostadshuset i stort sett sådant det hade varit 1839 med kontor och några gästrum i bottenvåningen och en representativ bostadsvåning 1 trappa upp. I tidskriften Svenska Hem från 1928 beskrivs målningar, möblering och annan inredning i biblioteket, blå förmaket och bruna förmaket, den ekboaserade stora matsalen och frukostmatsalen och främst "röda salongen" (Ljunglöfska salongen), som gick genom husets hela bredd. Den "röda salongen" var oförändrad sedan den stora reparation som gjordes 1878 av professor Gustaf Dahl. Arkitekt Dahl förknippas främst med Kungliga biblioteket i Stockholm, som uppfördes 1871-1877. 1928 heter det att "Jag tvivlar på att någonstädes i Stockholm finnes ett mera typiskt bevarat exempel på 1870-1880-talets rumsinredning i dess lyckligaste form." Då huset vid Luntmakargatan revs tio år senare, 1938, tillvaratogs inredningen och sattes upp i ett för ändamålet avpassat rum i Medborgarhuset på Södermalm i Stockholm.
Den svenske tobaksfabrikören Jacob Fredrik Ljunglöf, som var prästson från Kjula i Södermanland hade tjänstgjort i åtta år hos tobaksfabrikören Petter Helin Pettersson och han anställdes senare som fabriksledare för Petter Lundgren Anderssons tobaksspinneri vid Drottninggatan. Han övertog efter ett par års anställning Petter Lundgren Anderssons rörelse år 1822. Detta år kan alltså Ljunglöfska snusfabriken betrakta som firmans födelseår. För att få utöka yrket som tobaksspinnare (tobaksfabrikör) fordrades ett privilegium från Kommerskollegium. Till grund för den firma som Jacob Fredrik Ljunglöf övertog 1822 var det Ellers privilegium efter att ha vandrat genom många händer. Man kan även betrakta att firman fick sitt upphov från 1697, då engelsmannen Reikart Ellers fick sitt burskap som tobaksspinnare i Stockholm.
Vid denna tid fanns det många liknande tobaksfabriker i Sverige som den fabrik som Jacob Fredrik Ljunglöf övertog. Vid dessa fabriker tillverkades snus, rulltobak och kardustobak av olika märken på samma sätt som man gjort sedan tobaksindustrin etablerades i Sverige vid början av 1700-talet. Snus är finmald tobak, rulltobak är tobaksblad sammanspunna till rep för att tuggas, och kardustobak är skuren röktobak som är förpackad i pappersomslag, karduser.

### Några bilder frånLjunglöfska salongen, som sedan 1938 finns i Medborgarhuset i Stockholm

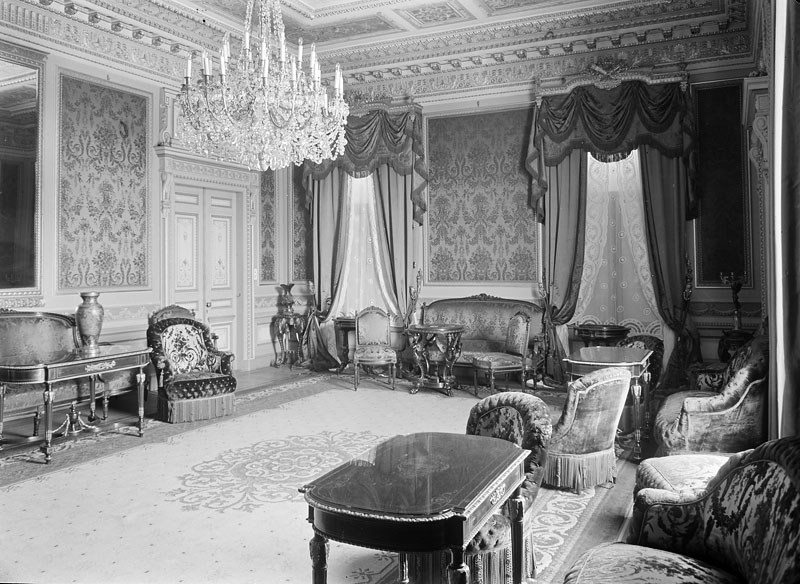
Ljunglöfska salongen, "röda salongen", fotograferad 1945 av Lennart af Petersens.
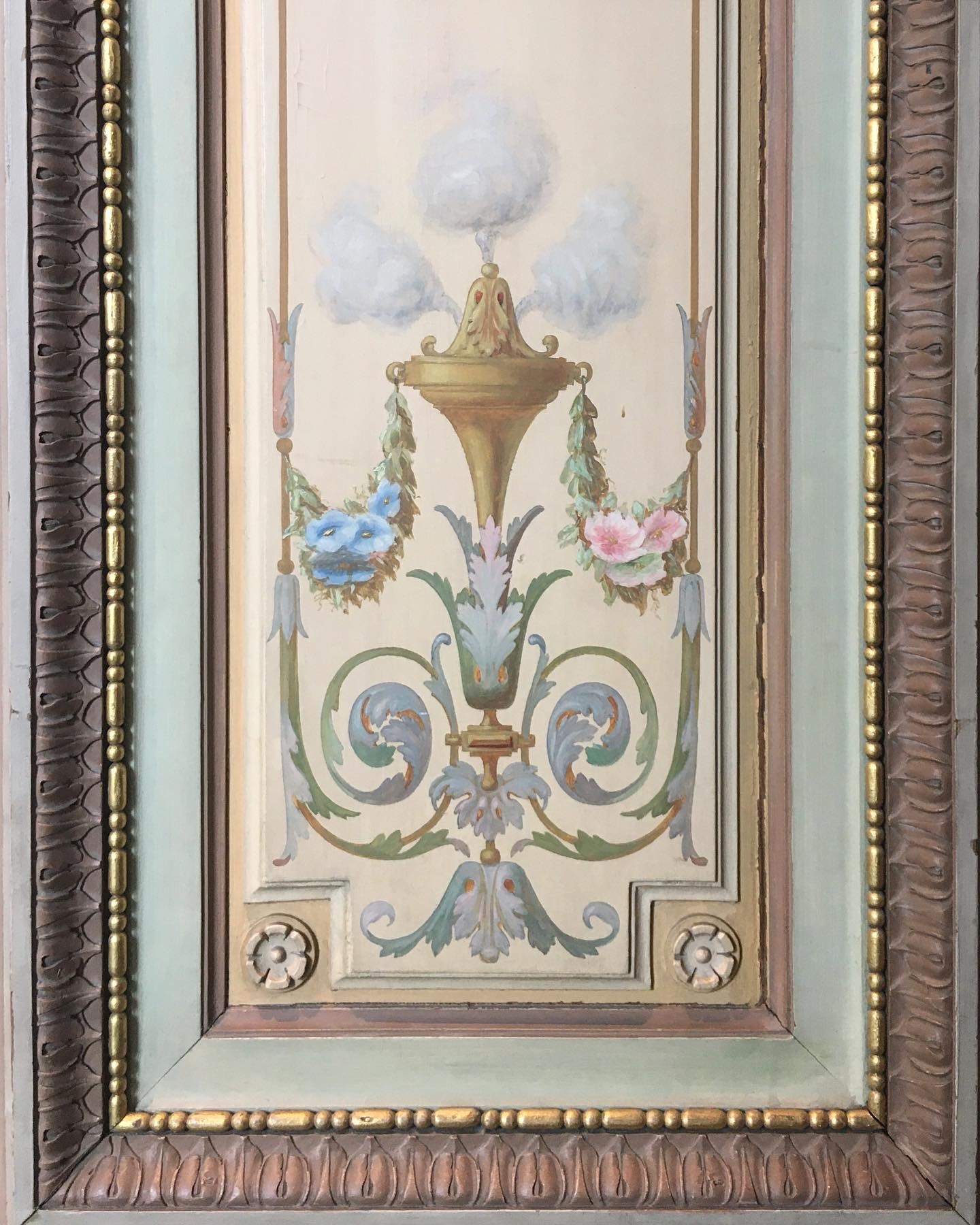
Dekorationsmåleri på dörrarna.
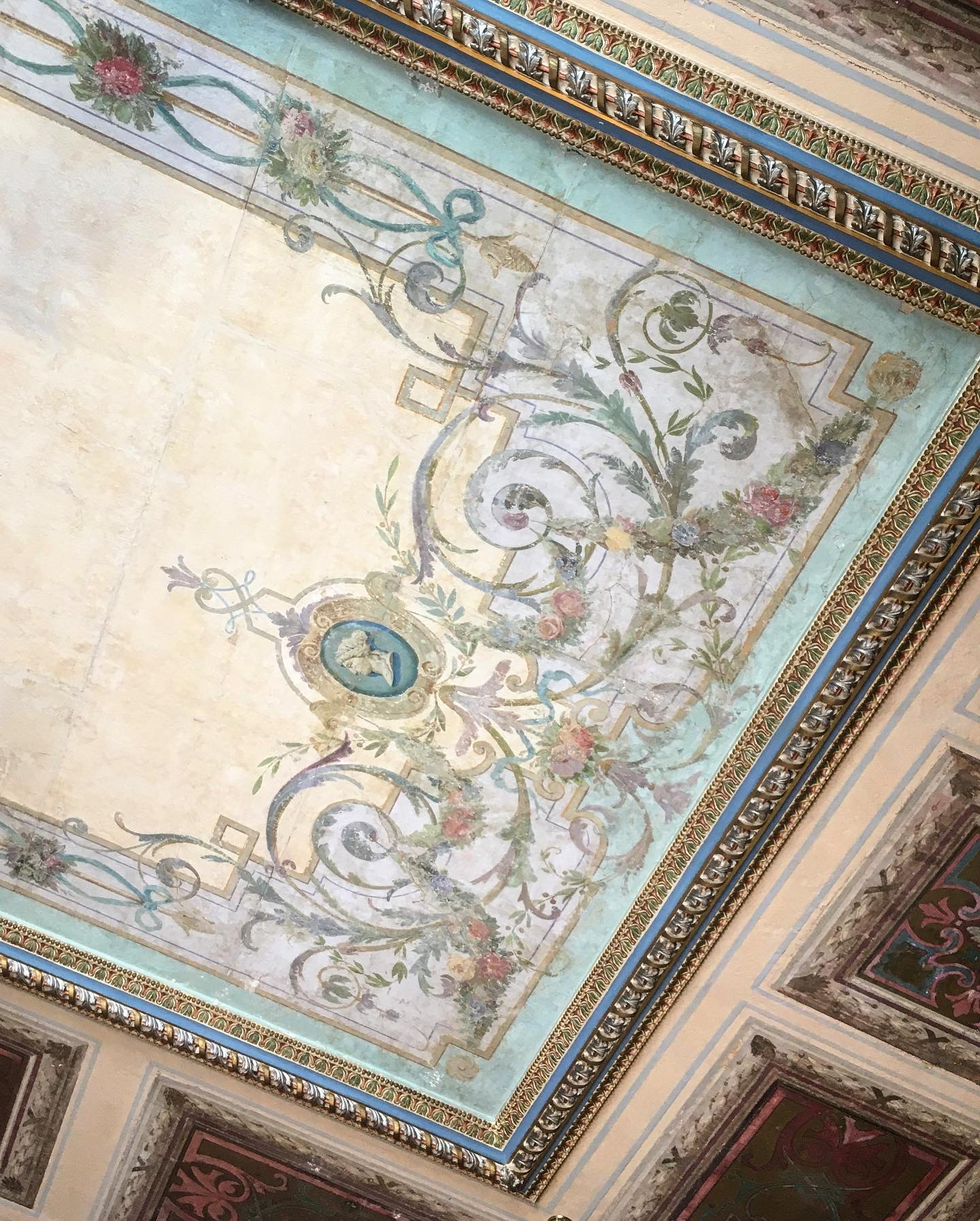
Detalj av takmålningarna.
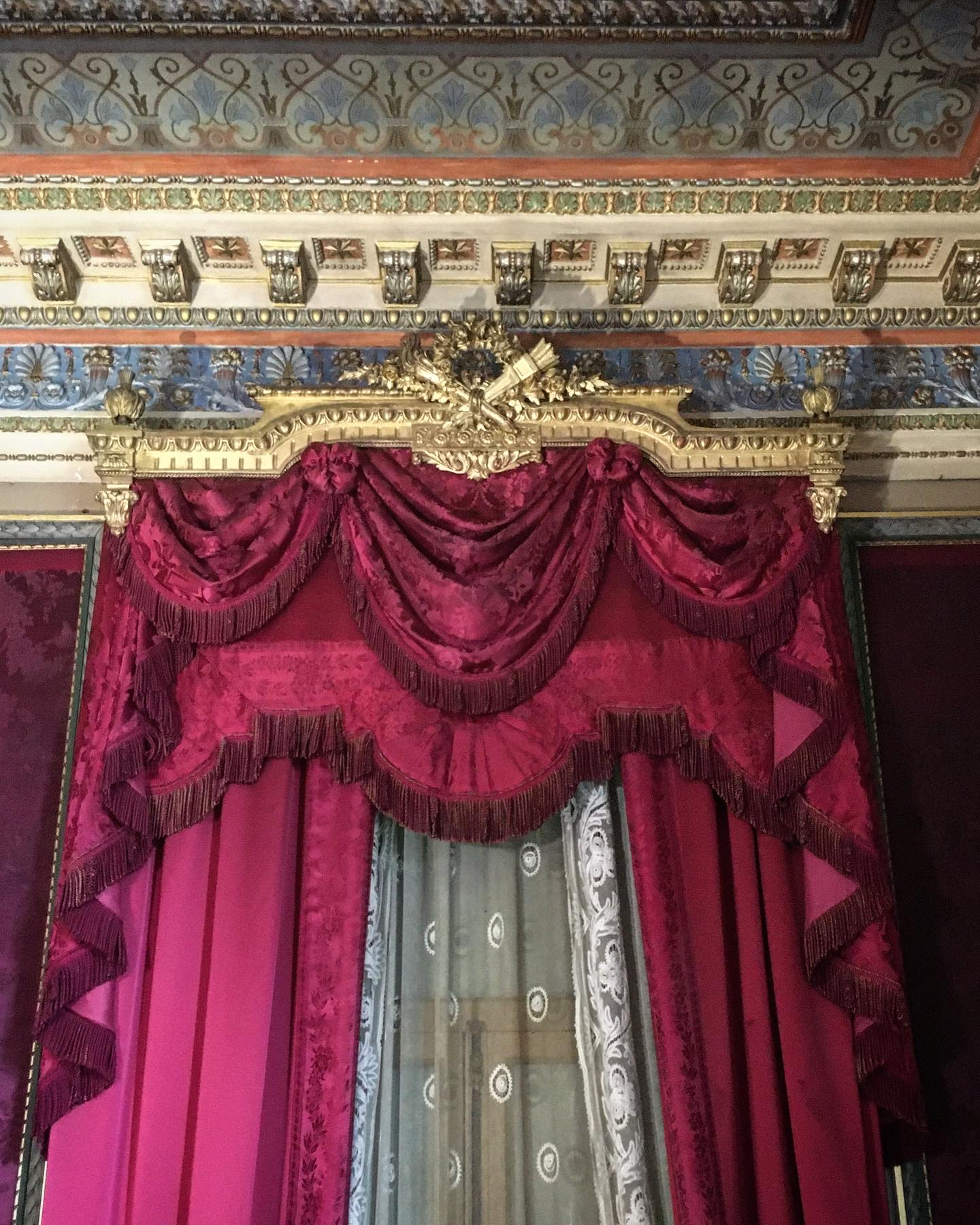
Gardin i "röda salongen".

## Ljunglöfska snusreceptet

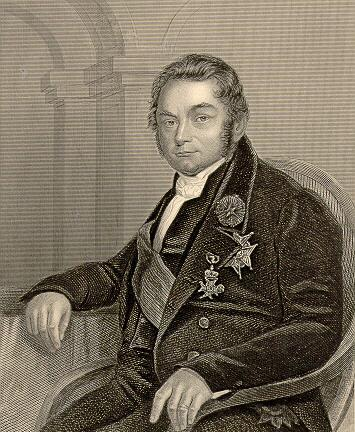
Naturforskaren och kemisten Jöns Jacob Berzelius (1779-1848), gravyr från 1843 av konstnären Olof Johan Södermark.

"Hemligheten" bakom det Ljunglöfska snuset har man försökt förklara på flera sätt. I början av 1800-talet jäste tobaken på ett särskilt sätt vid förhöjda temperaturer under upp till sex månader innan det blev snus. Jacob Fredrik Ljunglöf hade en teori. Om tobaken kunde användas färsk skulle det förbättra smaken. Han närmade sig därför sin vän, kemisten och vetenskapsmannen Jöns Jacob Berzelius och bad honom om hjälp. Enligt en version skulle receptet ha komponerats av kemisten Berzelius, som var umgängesvän i familjen. En annan förklaring är att Ljunglöf införde en snabbare metod att jäsa, "svetta" tobaken, och att denna "kortsvettningsmetod" bidrog till det goda resultatet. Man använde bättre råvaror än konkurrenterna, enligt firmans egen förklaring, vilken låter mest trovärdig, och att snuset var färskt när det såldes.
Tillsammans uppfann de ett nytt sätt att framställa snus med tobak, saltvatten och pottaska. En sats snus skulle nu göras på en vecka snarare än att det skulle ta månader att förbereda. Sedan dess har det varit den dominerande metoden för tillverkning av svenskt snus. Jacob Fredrik Ljunglöf förverkligade värdet av den nya produktionsmetoden och höll det hemligt, han skrev formeln i en kodad form. Själva receptet är starkt beroende på kvaliteten på de ingredienser som består av endast premium tobak, salt och vatten. En utländsk tillverkare ville vid ett tillfälle lansera sitt eget fabrikat i Sverige under namnet "Ljunglöfs Ettan", men det avvärjdes med lagens hjälp. På sitt sätt var det samtidigt en respektfull hyllning för den Ljunglöfska traditionen.

## Kvalitetsmedvetandet
I firmans brev till sina kunder återkom ofta kvalitetsmedvetandet. Följande två citat visar vilken kärv inställning Ljunglöf hade för reklam.
Mitt namn i stämpeln är ju hvarje köpare en borgen, att han i händelse af missnöje med fabrikatet kan få återlemna det och få sina penar; en wanlig bedragare sätter icke namnet på waran, heter det 1839, då en kund i landsorten trodde att Ljunglöf ville bedra honom. Han vägrade högre rabatt (10%) yill en återförsäljare: Möjligen kunna andra fabrikanter genom warans försämrande ingå på sådane villkor, men då jag har för princip att bibehålla min tillverkning vid samma kända godhet som tillförene så skulle den förslagna rabatten äta upp Ljunglöfs egen behållning (1838).
I Nyköping hotar ett par återförsäljare att de från annat håll kan få mycket snus de behöver, och får till svar: Jag är långt ifrån att betvifla, att Säljare af Snus i öfverflöd finnas, men HH (Högädle Herrarne) derpå komma att vinna något blir en sak, som ock torde förtjena att tänkas på Andra ha gjordt den erfarenheten, att godt Snus drar kunder till stället der det finnes, och till lycka för mig har jag vänner à Costi (på Eder ort), som känna detta. (1844).

## "Snuskungen" Knut Ljunglöf övertog ledningen

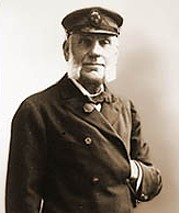
"Snuskungen av Sverige" Knut Fredrik Ljunglöf 1880. Stockholms stadsmuseum.

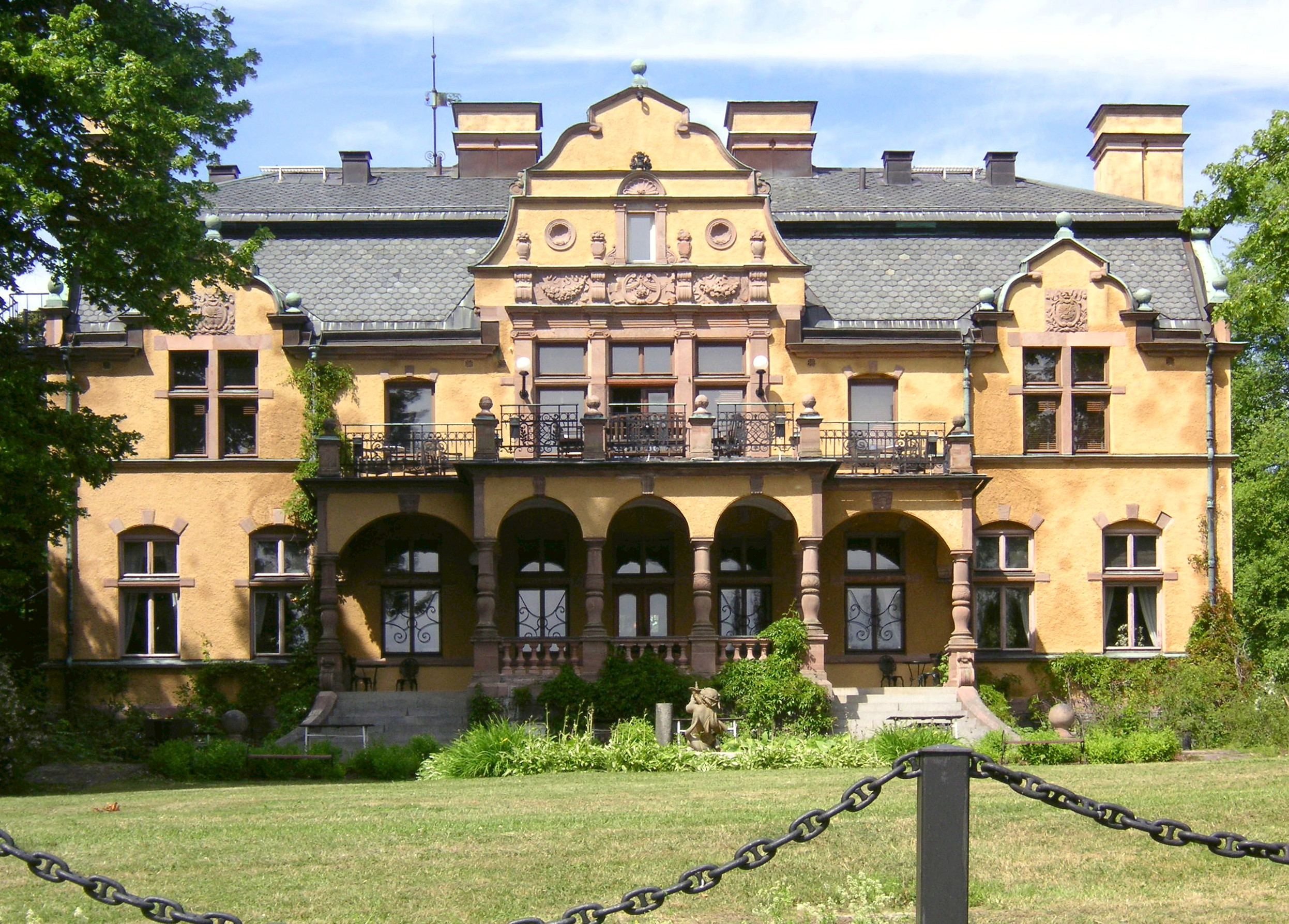
Ljunglöfska slottet 2008.

När Jacob Fredrik Ljunglöf dog 1860 var han en av Sveriges rikaste män både som meduppfinnare av den nya produktionsmetoden och mannen bakom receptet "Ljunglöfs No. 1", (nu Ettan). Idag är Ettan ett framstående varumärke, som tillhör Swedish Matchs produktportfölj och Ettan är en av de mest populära snusprodukterna. Den står för ungefär en femtedel av all snusförsäljning i Sverige.
Hans son Knut Ljunglöf (1833-1920), som övertog ledningen, utvecklade sedan varumärket och fabriken till ett ännu mer framgångsrikt företag. Knut Ljunglöf var allmänt känd som "Snuskungen", och han var känd för att testa kvaliteten på sina produkter genom att ha en silverskål med färskt snus placerad på sitt skrivbord varje morgon. Han satte sedan sked snus under näsan och inandades snusdoften med slutna ögon. På detta sätt upptäckte han fukthalten och tobakskvaliteten. Om det godkändes kunde snuset packas och säljas. Om inte, fick hela partiet annulleras.
Knut Ljunglöf var mycket framgångsrik i att utveckla företaget till Europas största rökfria tobaksproducent. Vid sin död efterlämnade han en av de största förmögenheter i Sverige, 16 miljoner kronor. Knut Ljunglöf efterlämnade också den stora egendomen Ljunglöfska slottet i Blackeberg norr om Stockholm, som blev familjens sommarviste. Ljunglöfska slottet är allmänt känt på grund av sin palatsliknande exteriör.
Det faktum att tobaksfabrikerna i Sverige övertogs av den svenska staten 1915, gjorde att Knut Ljunglöf blev en bitter människa. År 1920, fem år efter monopoliseringen, avled han i en ålder av 87 år.
Knut Ljunglöf var engagerad i det beslut som formade Stockholms stad. Under ett antal år var han en medlem i kommunfullmäktige. I hans dödsruna det var skrivet att han var "en god och ädel man. Något hård på utsidan, var han en varm och medkännande människa som tog hand om människor i nöd och de som drabbats. Han var inblandad i många välgörenheter utan att tala om det offentligt."

## På 1920-talet lades driften vid fabriken ner
Knut Ljunglöf var inte bara fabrikör utan också godsägare. Vinsten från fabriken investerade han i lantegendomar utanför Stockholm. Vid sin död 1920 ägde han bland annat Råcksta, Vällingby, Beckomberga, Blackeberg och Lilla Ängby. Fastighetsförvaltningen förblev viktig även för den tredje generationen, och Knut Ljunglöfs son, grosshandlare Robert Ljunglöf (1885-1950) kom den vägen in i Thulebolagens styrelse. I styrelsen hade han ett bestämmande inflytande. På 1920-talet hade Svenska AB Tobaksmonopolet tagit över och lagt ner driften vid den Ljunglöfska fabriken. Därefter hyrdes byggnaderna vid Luntmakargatan 19 ut till småindustri, lager och kontor. Robert Ljunglöf ägde större delen av kvarteret Träsket sedan han inköpt Pro Patrias fastighet. Det Ljunglöfska tobaksfirman fortlevde som fastighets och förvaltningsbolag och de hade planer på en nybyggnad. År 1938 började man riva både Knut Ljunglöfs och sonen Robert Ljunglöfs barndomshem vid Luntmakargatan för att ge plats åt det nya Thulehuset på Sveavägen 44 i kvarteret Träsket.